# Raputiarana subsigmoidea
Raputiarana subsigmoidea är en vinruteväxtart som först beskrevs av Adolpho Ducke, och fick sitt nu gällande namn av M. Emmerich. Raputiarana subsigmoidea ingår i släktet Raputiarana och familjen vinruteväxter. Inga underarter finns listade i Catalogue of Life.